# Peck (Idaho)
Peck is een plaats (city) in de Amerikaanse staat Idaho, en valt bestuurlijk gezien onder Nez Perce County.

## Demografie
Bij de volkstelling in 2000 werd het aantal inwoners vastgesteld op 186.
In 2006 is het aantal inwoners door het United States Census Bureau geschat op 184, een daling van 2 (-1,1%).

## Geografie
Volgens het United States Census Bureau beslaat de plaats een oppervlakte van
0,7 km², geheel bestaande uit land. Peck ligt op ongeveer 973 m boven zeeniveau.

## Plaatsen in de nabije omgeving
De onderstaande figuur toont nabijgelegen plaatsen in een straal van 28 km rond Peck.